# Paper Mate
Paper Mate és una divisió de Sanford LP, una empresa de Newell Brands que produeix instruments d'escriptura . Les oficines de Paper Mate es troben a Oak Brook, Illinois, juntament amb les d'altres divisions de productes d'oficina de Newell Rubbermaid.
La seva línia de productes inclou bolígrafs i bolígrafs de gel, llapis mecànics i llapis de fusta, gomes d'esborrar i líquids correctores.

## Història
A principis de 1941, Patrick J. Frawley va adquirir la seva primera empresa, un fabricant de peces de bolígraf que havia incompliment del seu préstec. El 1949, The Frawley Pen Company va desenvolupar una tinta que s'assecava a l'instant. El bolígraf que va lliurar aquesta tinta es deia "The Paper Mate".
El 1955, la Frawley Pen Company va ser adquirida per The Gillette Company, Inc. per 15,5 milions de dòlars, i va constituir la base de la divisió Paper Mate de Gillette. Vint-i-cinc anys més tard, el 1980, Gillette va adquirir Liquid Paper i Waterman ; amb aquestes adquisicions, la Divisió Paper Mate es va canviar al Grup de Productes de Papereria. El 1984, un Paper Mate Sharpwriter va aparèixer al vídeo musical de "Turn Up the Radio" d' Autograph .
A finals de 2000, la divisió de productes de papereria de Gillette va ser comprada per Newell Rubbermaid i es va fusionar amb la divisió Sanford Brands de Newell Rubbermaid. Com a empleat de PaperMate, Norman Holtzman va dissenyar el logotip de doble cor fa més de 50 anys, i encara és la identitat de PaperMate el 2021.

## Productes
Els productes Paper Mate s'ofereixen en una gran varietat de colors i formes. El 1966 es va llançar el bolígraf Flair. El retolador és un rotulador amb tinta a base d'aigua d'assecat ràpid. El 1979, Paper Mate va introduir la marca Eraser Mate o Erasermate. A la dècada de 1980, Paper Mate va inventar el bolígraf Replay 2000, amb tinta esborrable i una goma en un extrem. El 2010, Paper Mate va introduir bolígrafs, llapis i gomes d'esborrar biodegradables "ecològics".
El 2012, Paper Mate va presentar la marca InkJoy.